# 湘南乃風〜湘南爆音BREAKS! II〜 mixed by Monster Rion
『湘南乃風〜湘南爆音BREAKS! II〜 mixed by Monster Rion』（しょうなんのかぜ・しょうなんばくおんブレイクスツー ミックスド・バイ・モンスターライオン）は、2016年4月27日に発売された湘南乃風の2枚目のMIXアルバム。

## 概要
- 2010年に発売された「湘南乃風〜湘南爆音BREAKS!〜 mixed by The BK Sound」から約6年8ヶ月ぶりとなるMIXアルバム。
- 今作は湘南乃風のセレクターであるThe BK Soundと、海外でも活動するプロデューサーSONPUBからなるユニット、Monster Rionがミックスを担当している。
- シングルやアルバムに収録された楽曲や新曲4曲に加え、Monster Rionの配信シングル「R」に収録された楽曲、若旦那のソロアルバム「WAKADANNA 4 〜男はつらいぜ、泣いてたまるか〜」に収録された楽曲も収録。ちなみに「COME AGAIN」「Real Riders」「睡蓮花」「炎天夏」「純恋歌」の5曲は今作だけの別リミックスバージョンで収録されている。

## 収録曲
1. THEME OF WIND
新曲
2. 爆音Breakers
新曲
3. COME AGAIN (BREAKS! II MRN REMIX)
6thアルバム『湘南乃風〜COME AGAIN〜』収録曲のリミックス。
4. Joker
4thアルバム『湘南乃風〜JOKER〜』収録。
5. WICKED & WILD
5thアルバム『湘南乃風〜2023〜』収録。
6. Wild Speed
1stアルバム『湘南乃風〜REAL RIDERS〜』収録。
7. Born to be WILD
12thシングル「炎天夏」のカップリング曲。
8. Rockin'Wild
2ndアルバム『湘南乃風〜ラガパレード〜』収録。
9. Real Riders (BREAKS! II MRN REMIX)
1stアルバム『湘南乃風〜REAL RIDERS〜』収録。
10. 睡蓮花 (BREAKS! II MRN REMIX)
6thシングルのリミックス。
11. 晴ル矢
6thアルバム『湘南乃風〜COME AGAIN〜』収録。
12. 炎天夏 (BREAKS! II MRN REMIX)
12thシングルのリミックス。
13. Ragga Step
新曲
SHOCK EYEのソロ楽曲。
14. バブル
15thシングル
15. RED ZONE
6thアルバム『湘南乃風〜COME AGAIN〜』収録。
16. Stronger
Monster Rionの配信シングル「R」収録。
17. 黄金魂
7thシングル
18. 紅
6thアルバム『湘南乃風〜COME AGAIN〜』収録。
19. Good morning Bull shit!!
若旦那の4thアルバム『WAKADANNA 4 〜男はつらいぜ、泣いてたまるか〜』収録。
20. AITATATA
新曲
RED RICEのソロ楽曲。
21. GAMES SHONAN PLAY
ライブDVD『十周年記念 横浜スタジアム伝説』付属CD収録曲。
22. STAY GOLD
5thアルバム『湘南乃風〜2023〜』収録。
23. 雪月花
13thシングル
24. 一番星
ライブDVD『風伝説 第二章〜雑巾野郎 ボロボロ一番星TOUR2015〜』付属CD収録曲。
25. 純恋歌 (BREAKS! II MRN REMIX)
5thシングルのリミックス。
26. BIG UP (One Drop Remix)
  - 6thアルバム『湘南乃風〜COME AGAIN〜』収録。